# Wiesviller
Wiesviller (fràncic lorenès Wiiswiller) és un municipi francès situat al departament del Mosel·la i a la regió del Gran Est. L'any 2007 tenia 1.033 habitants.

## Demografia

### Població
El 2007 la població de fet de Wiesviller era de 1.033 persones. Hi havia 416 famílies, de les quals 84 eren unipersonals (24 homes vivint sols i 60 dones vivint soles), 168 parelles sense fills, 152 parelles amb fills i 12 famílies monoparentals amb fills.
La població ha evolucionat segons el següent gràfic:
Habitants censats

### Habitatges
El 2007 hi havia 435 habitatges, 417 eren l'habitatge principal de la família i 18 estaven desocupats. 368 eren cases i 67 eren apartaments. Dels 417 habitatges principals, 348 estaven ocupats pels seus propietaris, 58 estaven llogats i ocupats pels llogaters i 11 estaven cedits a títol gratuït; 1 tenia una cambra, 12 en tenien dues, 32 en tenien tres, 73 en tenien quatre i 299 en tenien cinc o més. 387 habitatges disposaven pel capbaix d'una plaça de pàrquing. A 140 habitatges hi havia un automòbil i a 242 n'hi havia dos o més.

### Piràmide de població
La piràmide de població per edats i sexe el 2009 era:
| Homes | Edats   | Dones |
| ----- | ------- | ----- |
| 0     | 95 o +  | 0     |
| 0     | 90 a 94 | 0     |
| 4     | 85 a 89 | 8     |
| 0     | 80 a 84 | 12    |
| 8     | 75 a 79 | 28    |
| 20    | 70 a 74 | 12    |
| 8     | 65 a 69 | 8     |
| 40    | 60 a 64 | 36    |
| 44    | 55 a 59 | 16    |
| 28    | 50 a 54 | 44    |
| 36    | 45 a 49 | 24    |
| 56    | 40 a 44 | 44    |
| 52    | 35 a 39 | 52    |
| 20    | 30 a 34 | 28    |
| 28    | 25 a 29 | 24    |
| 24    | 20 a 24 | 4     |
| 28    | 15 a 19 | 44    |
| 60    | 10 a 14 | 28    |
| 24    | 5 a 9   | 40    |
| 20    | 0 a 4   | 12    |

## Economia
El 2007 la població en edat de treballar era de 705 persones, 513 eren actives i 192 eren inactives. De les 513 persones actives 481 estaven ocupades (254 homes i 227 dones) i 32 estaven aturades (11 homes i 21 dones). De les 192 persones inactives 74 estaven jubilades, 50 estaven estudiant i 68 estaven classificades com a «altres inactius».

### Ingressos
El 2009 a Wiesviller hi havia 409 unitats fiscals que integraven 1.043,5 persones, la mediana anual d'ingressos fiscals per persona era de 19.434 €.

### Activitats econòmiques
Dels 18 establiments que hi havia el 2007, 2 eren d'empreses alimentàries, 3 d'empreses de construcció, 3 d'empreses de comerç i reparació d'automòbils, 1 d'una empresa d'hostatgeria i restauració, 1 d'una empresa d'informació i comunicació, 3 d'empreses financeres, 2 d'empreses de serveis, 1 d'una entitat de l'administració pública i 2 d'empreses classificades com a «altres activitats de serveis».
Dels 6 establiments de servei als particulars que hi havia el 2009, 1 era una oficina bancària, 1 paleta, 1 lampisteria, 1 empresa de construcció, 1 perruqueria i 1 restaurant.
Dels 3 establiments comercials que hi havia el 2009, 1 era una botiga de més de 120 m² i 2 fleques.
L'any 2000 a Wiesviller hi havia 18 explotacions agrícoles que ocupaven un total de 528 hectàrees.

## Equipaments sanitaris i escolars
El 2009 hi havia 1 escola maternal integrada dins d'un grup escolar amb les comunes properes formant una escola dispersa i 1 escola elemental integrada dins d'un grup escolar amb les comunes properes formant una escola dispersa.

## Poblacions més properes
El següent diagrama mostra les poblacions més properes.